# Lyonsia hyalina
Lyonsia hyalina is een tweekleppigensoort uit de familie van de Lyonsiidae. De wetenschappelijke naam van de soort is voor het eerst geldig gepubliceerd in 1831 door Conrad.